# Distrito de Prachatice
El distrito de Prachatice es uno de los siete distritos que forman la región de Bohemia Meridional, República Checa, con una población estimada a principio del año 2018 de 50 700 habitantes. Se encuentra ubicado al suroeste del país, al sur de Praga, cerca de la frontera con Alemania y Austria. Su capital es la ciudad de Prachatice.

## Localidades (población año 2018)
- Babice 122
- Bohumilice 323
- Bohunice 47
- Borová Lada 280
- Bošice 328
- Budkov 93
- Buk 288
- Bušanovice 254
- Chlumany 343
- Chroboly 538
- Chvalovice 177
- Čkyně 1582
- Drslavice 91
- Dub 395
- Dvory 97
- Horní Vltavice 363
- Hracholusky 469
- Husinec
- Kratušín 48
- Křišťanov 101
- Ktiš 508
- Kubova Huť 97
- Kvilda 136
- Lažiště 312
- Lčovice 151
- Lenora 740
- Lhenice 1979
- Lipovice 205
- Lužice 39
- Mahouš 161
- Malovice 631
- Mičovice 352
- Nebahovy 575
- Němčice 199
- Netolice 2596
- Nicov 85
- Nová Pec 451
- Nové Hutě 88
- Olšovice 60
- Pěčnov 146
- Prachatice 10 917
- Radhostice 146
- Stachy 1138
- Stožec 195
- Strážný 441
- Strunkovice nad Blanicí 1250
- Šumavské Hoštice 415
- Svatá Maří 579
- Těšovice 305
- Tvrzice 125
- Újezdec 91
- Vacov 1466
- Vimperk 7383
- Vitějovice 512
- Vlachovo Březí 1710
- Volary 3792
- Vrbice 67
- Záblatí 346
- Zábrdí 65
- Zálezly 308
- Žárovná 119
- Zbytiny 309
- Zdíkov 1731
- Želnava 102
- Žernovice 302